# Феноменология религии
Феноменология религии — методологический подход в религиоведении, придающий особое значение воззрениям приверженцев религий. Феноменология религии, базируясь на философской феноменологии, стремится выявить сущность религии путём исследований, свободных от искажающего влияния научных или общепринятых ценностей и предрассудков. Феноменологический подход к изучению религии предполагает обычно личное участие учёного в исследуемой им религиозной традиции, что даёт возможность понять значение и проявления различных религиозных феноменов, относящихся к конкретной религии. При проведении религиоведческих исследований с использованием феноменологического подхода учёные занимают нейтральную позицию и отказываются от существующих ценностных суждений относительно изучаемой религии. Исследователи религий часто характеризуют феноменологию религии как одну из самых важных дисциплин в религиоведении. Её отправной точкой служит утверждение, согласно которому любая религия имеет своим источником религиозный опыт, выступающий главным предметом изучения в феноменологии религии.

## История развития
Термин «феноменология» был введён в 1764 году математиком и философом И. Г. Ламбертом.
В конце XVIII столетия германский философ Иммануил Кант выдвинул концепцию, проводившую различие между феноменами (явлениями) и ноуменами. Под феноменом Кант понимал всякий объект, конституированный трансцендентальным Я, под ноуменом — априорные идеи чистого (то есть не опирающегося на опыт) разума. При этом он нередко отождествлял вещи-в-себе с ноуменами, хотя они в противоположность вещам-в-себе не вызывают чувственных восприятий и не дают рассудку материал знания. Многие феноменологи религии проводят подобное различие между религиозными феноменами и религиозной реальностью-в-себе.

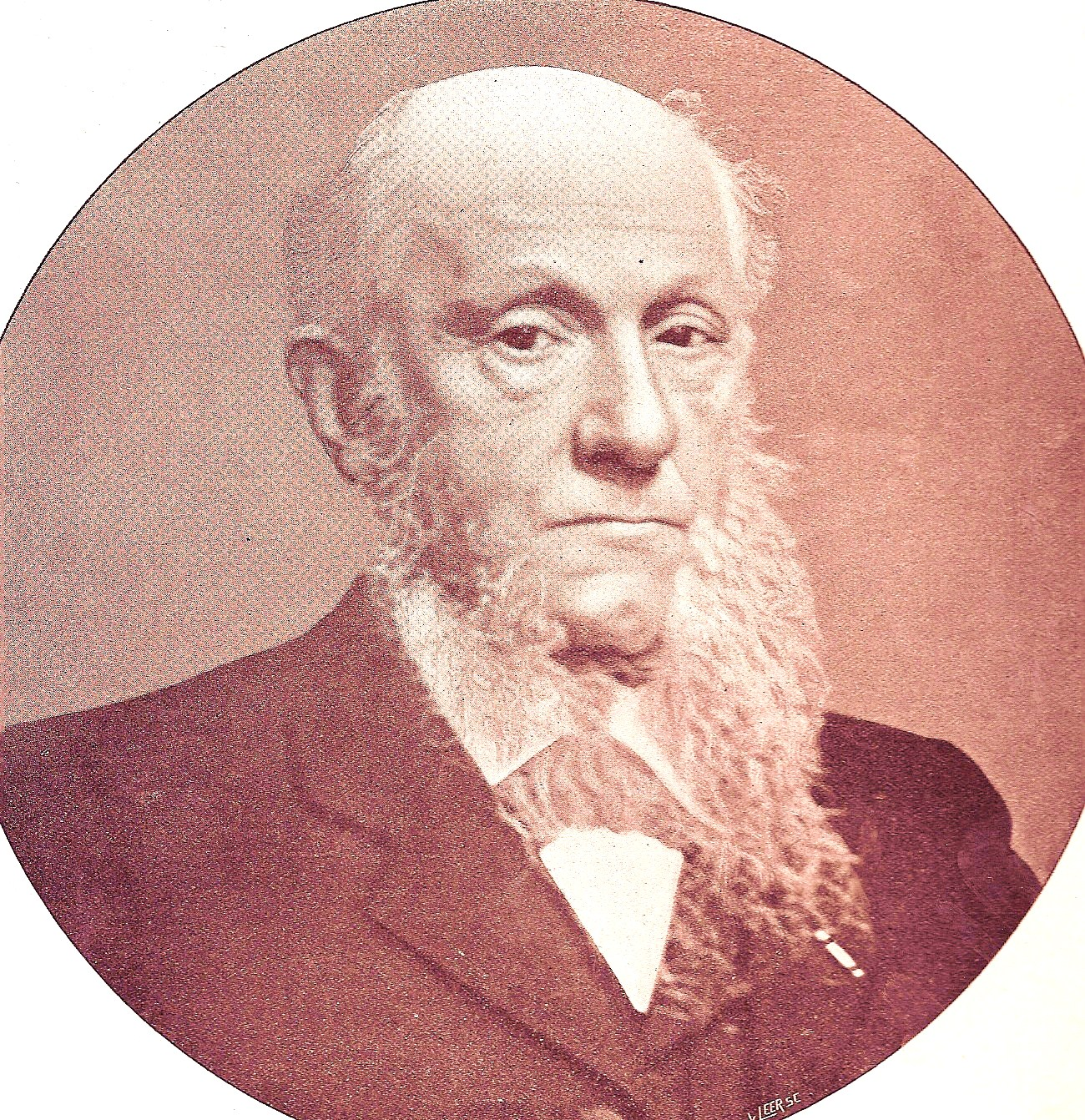
Пьер Даниэль Шантепи де ла Соссе (1907 год)

До появления феноменологического движения в XX столетии термин «феноменология» чаще всего ассоциировался с германским философом Г. В. Ф. Гегелем и его работой Феноменология духа, в которой он попытался преодолеть кантовское раздвоение между феноменами и ноуменами. Гегелевская трактовка термина «феноменология» подразумевает под ней науку о Духе, проявляющимся в форме как определённого, так и множественного бытия, и достигающим абсолютного Знания через ряд последовательных воплощений (диалектически связанных между собой моментов). По Гегелю, сознание всегда указывает на соотношение субъект-объект. В «Феноменологии духа» Гегель преследовал цель устранить разрыв между сознанием и объектом и доказать, что объект есть самосознание, занимавшее со времен Канта центральное место в философии и которое Гегель пытался научно обосновать.
Философские теории Канта и Гегеля сформировали два варианта понимания феноменологии, под влиянием которых развивалась феноменология религии. С одной стороны, под ней в широком смысле понимается дескриптивное исследование восприятия наблюдаемых феноменов. С другой стороны, в узком смысле под ней понимается философский подход, использующий феноменологический метод.
В 1887 году нидерландский теолог и историк религии П. Д. Шантепи де ла Соссе в своём знаменитом «Справочнике по истории религии» впервые провёл сравнительное исследование повторяющихся в истории религиозных феноменов (мифа, обрядов, ритуалов и практик), использовав словосочетание «феноменология религии» в названии одной из глав: «Набросок феноменологии религии».

## Характерные особенности феноменологии религии
Феноменология религии характеризуется следующими отличительными признаками:
- Компаративный и систематический подход
- Эмпирический подход
- Исторический подход
- Дескриптивный подход
- Антиредукционизм
- Автономия
- Интенциональность
- Эпохе, эмпатия и симпатическое понимание
- Проникновение в суть сущностных структур и смыслов